# アメリカ合衆国チェスリーグ
アメリカ合衆国チェスリーグ（アメリカがっしゅうこくチェスリーグ、United States Chess League、略称：USCL）は、2005年1月30日にサンフランシスコで発足したアメリカ合衆国の全国的なチェスリーグ。
アメリカ合衆国において高いイロレーティングを持つ数名のチェスプレーヤーをメンバーとしている16のチームから構成されるリーグである。最近の参加者としてはラリー・クリスチャンセン、ヒカル・ナカムラ、イイダル・イブラギモフ、セルゲイ・クドリン、ジャーン・エルヴェスト、アレクサンダー・シャバロフなどのグランドマスターがいる。
2013年現在の最高責任者はIMのグレッグ・シャヘード。
試合のインターネット中継がInternet Chess Clubdで行われている（2013年からChess.comに変更）。

## 構成チーム（2012年シーズン）
NBAのように東西で分かれるディビジョン制をとっている。

### イースタン・ディビジョン
- ボルチモア・キングフィッシャーズ
- ボストン・ブリッツ
- コネチカット・ドレッドノート
- マンハッタン・アップルソース
- ニューイングランド・ノーイースターズ
- ニュージャージー・ノックアウツ
- ニューヨーク・ナイツ
- フィラデルフィア・インヴェンターズ

### ウェスタン・ディビジョン
- アリゾナ・スコーピオンズ
- カロライナ・コブラズ
- ダラス・デスティニー
- シカゴ・ブレイズ
- ロサンゼルス・ヴァイブ
- マイアミ・シャークス
- サンフランシスコ・メカニックス
- シアトル・スラッガーズ
- セントルイス・アーチビショップス